# Paepalanthus albotomentosus
Paepalanthus albotomentosus är en gräsväxtart som beskrevs av Theodor Carl Karl Julius Herzog. Paepalanthus albotomentosus ingår i släktet Paepalanthus och familjen Eriocaulaceae. Inga underarter finns listade i Catalogue of Life.